# Чехия на Европейских играх 2015
Чехия на I Европейских играх, которые прошли в июне 2015 года в столице Азербайджана, в городе Баку, была представлена 120 спортсменами..

## Награды

### Серебро
| Серебро |               |                                                      |
| №       | Спортсмены    | Вид спорта (дисциплина)                              |
| 1       | Мартин Фукса  | Гребля на байдарках и каноэ (каноэ-одиночки, 1000 м) |
| 2       | Лукаш Крпалек | Дзюдо (до 100 кг)                                    |

### Бронза
| Бронза |                                                    |                                                     |
| №      | Спортсмены                                         | Вид спорта (дисциплина)                             |
| 1      | Мартин Фукса                                       | Гребля на байдарках и каноэ (каноэ-одиночки, 200 м) |
| 2      | Гана Мателова, Рената Штрбикова, Ивета Ваценовская | Настольный теннис (rомандный разряд, женщины)       |
| 3      | Петр Вакоч                                         | Велоспорт (групповая гонка, мужчины)                |
| 4      | Анета Гладикова                                    | Велоспорт (BMX, женщины)                            |
| 5      | Пржемысл Кубала, Ян Гадрава                        | Пляжный волейбол (мужчины)                          |

## Состав команды
Борьба
Греко-римская борьба
- Матоус Морбицер
- Михал Новак
- Артур Омаров
- Петр Новак
- Павел Повада
- Томаш Собецкий

Велоспорт
 Велоспорт-маунтинбайк
- Ондржей Цинк
- Тереза Гурикова
- Барбора Прудкова

 Карате
- Вероника Мискова

 Триатлон
- Франтишек Кубинек
- Франтишек Линдушка
- Томаш Свобода
- Петра Курикова
- Йитка Симакова

## Результаты

### Борьба
В соревнованиях по борьбе разыгрывалось 24 комплекта наград. По 8 у мужчин и женщин в вольной борьбе и 8 в греко-римской. Турнир проходил по олимпийской системе с выбыванием. В утешительный раунд попадали участники, проигравшие в своих поединках будущим финалистам соревнований. Каждый поединок состоит из двух раундов по 3 минуты, победителем становится спортсмен, набравший большее количество баллов. По окончании схватки, в зависимости от результатов в каждом из раундов спортсменам начисляются классификационные очки.
Мужчины
Греко-римская борьба
Легенда:

VT — победа на туше;

PP — победа по очкам с техническим баллом у проигравшего;

PO — победа по очкам без технического балла у проигравшего;

SP — техническое превосходство, победа по очкам с разницей более, чем в 6 баллов с техническим баллом у проигравшего;

ST — техническое превосходство, победа по очкам с разницей более, чем в 6 баллов без технического балла у проигравшего;

| Соревнование | Спортсмены      | Первый раунд                    | 1/8 финала                     | Четвертьфинал        | Полуфинал            | Финал                | Место |
| Соревнование | Спортсмены      | Соперник Результат              | Соперник Результат             | Соперник Результат   | Соперник Результат   | Соперник Результат   | Место |
| ------------ | --------------- | ------------------------------- | ------------------------------ | -------------------- | -------------------- | -------------------- | ----- |
| до 59 кг     | Михал Новак     | Д. Менексе (GER) П 0:5 (VT)     | Завершил выступление           | Завершил выступление | Завершил выступление | Завершил выступление | 16    |
| до 66 кг     | Матоус Морбицер | не участвовал                   | М. Семёнов (BLR) П 0:4 (ST)    | Завершил выступление | Завершил выступление | Завершил выступление | 26    |
| до 71 кг     | Томаш Собецкий  | не участвовал                   | С. Костадинов (BUL) П 0:4 (ST) | Завершил выступление | Завершил выступление | Завершил выступление | 19    |
| до 75 кг     | Петр Новак      | З. Датунашвили (GEO) П 1:3 (PP) | Завершил выступление           | Завершил выступление | Завершил выступление | Завершил выступление | 19    |
| до 80 кг     | Павел Повада    | И. Бешляга (MDA) П 1:3 (PP)     | Завершил выступление           | Завершил выступление | Завершил выступление | Завершил выступление | 12    |
| до 85 кг     | Артур Омаров    | М. Манукян (ARM) П 1:3 (PP)     | Завершил выступление           | Завершил выступление | Завершил выступление | Завершил выступление | 18    |

### Велоспорт

#### Маунтинбайк
Соревнования по маунтинбайку проводилились в построенном специально для игр велопарке. Дистанция у мужчин составляла 36,7 км, а у женщин 27,9 км.
Мужчины
| Соревнование | Спортсмены   | Результат | Место | Отставание |
| ------------ | ------------ | --------- | ----- | ---------- |
| Кросс-кантри | Ондржей Цинк | 1:43:38   | 5     | +2:34      |

Женщины
| Соревнование | Спортсмены       | Результат | Место | Отставание |
| ------------ | ---------------- | --------- | ----- | ---------- |
| Кросс-кантри | Тереза Гурикова  | 1:37:31   | 10    | +6:26      |
| Кросс-кантри | Барбора Прудкова | 1:39:56   | 13    | +8:51      |

### Гребля на байдарках и каноэ
Соревнования по гребле на байдарках и каноэ проходили в городе Мингечевир на базе олимпийского учебно-спортивного центра «Кюр». Разыгрывалось 15 комплектов наград. В каждой дисциплине соревнования проходили в три этапа: предварительный раунд, полуфинал и финал.
Мужчины
| Соревнование     | Спортсмены   | Предварительный раунд | Предварительный раунд | Предварительный раунд | Полуфинал     | Полуфинал     | Полуфинал     | Финал    | Финал   | Итоговое место |
| Соревнование     | Спортсмены   | Заплыв                | Время                 | Место                 | Заплыв        | Время         | Место         | Время    | Место   | Итоговое место |
| ---------------- | ------------ | --------------------- | --------------------- | --------------------- | ------------- | ------------- | ------------- | -------- | ------- | -------------- |
| K-1, 1000 метров | Йозеф Достал | 1                     | 3:38,703              | 3 (Q)                 | 2             | 3:25,441      | 3 (Q)         | Финал A  | Финал A | 6              |
| K-1, 1000 метров | Йозеф Достал | 1                     | 3:38,703              | 3 (Q)                 | 2             | 3:25,441      | 3 (Q)         | 3:31,354 | 6       | 6              |
| C-1, 1000 метров | Мартин Фукса | 2                     | 3:57,523              | 1 (Q)                 | не участвовал | не участвовал | не участвовал | 3:51,110 | 2       | 2              |

Женщины
| Соревнование    | Спортсмены                                                      | Предварительный раунд | Предварительный раунд | Предварительный раунд | Полуфинал | Полуфинал | Полуфинал | Финал                 | Финал                 | Итоговое место        |
| Соревнование    | Спортсмены                                                      | Заплыв                | Время                 | Место                 | Заплыв    | Время     | Место     | Время                 | Место                 | Итоговое место        |
| --------------- | --------------------------------------------------------------- | --------------------- | --------------------- | --------------------- | --------- | --------- | --------- | --------------------- | --------------------- | --------------------- |
| K-4, 500 метров | Люцие Матоускова Моника Махова Анна Козишкова Михаэла Млеживова | 2                     | 1:39,346              | 6 (Q)                 | 1         | 1:33,308  | 6         | Завершили выступление | Завершили выступление | Завершили выступление |

### Карате
Соревнования по карате проходили в Бакинском кристальном зале. В каждой весовой категории принимали участие по 8 спортсменов, разделённых на 2 группы. Из каждой группы в полуфинал выходили по 2 спортсмена, которые по системе плей-офф разыгрывали медали Европейских игр.
Женщины
| Соревнование | Спортсмены       | Групповой этап        | Групповой этап        | Групповой этап              | Групповой этап | 1/2 финала            | Финал                 | Итоговое место        |
| Соревнование | Спортсмены       | 1 поединок            | 2 поединок            | 3 поединок                  | Место          | 1/2 финала            | Финал                 | Итоговое место        |
| ------------ | ---------------- | --------------------- | --------------------- | --------------------------- | -------------- | --------------------- | --------------------- | --------------------- |
| Ката         | Вероника Мискова | Группа A              | Группа A              | Группа A                    | Группа A       | Завершила выступление | Завершила выступление | Завершила выступление |
| Ката         | Вероника Мискова | С. Скордо (FRA) П 2:3 | К. Долфин (IRL) В 5:0 | С. Санчес Хайме (ESP) П 0:5 | 3              | Завершила выступление | Завершила выступление | Завершила выступление |

### Триатлон
Соревнования по триатлону состояли из 3 этапов — плавание (1,5 км), велоспорт (40 км), бег (9,945 км).
Мужчины
| Соревнование | Спортсмены         | Плавание | Смена | Велоспорт | Смена | Бег   | Итоговое время | Место | Отставание |
| ------------ | ------------------ | -------- | ----- | --------- | ----- | ----- | -------------- | ----- | ---------- |
| Мужчины      | Франтишек Линдушка | 19:32    | 0:46  | 57:36     | 0:28  | 33:39 | 1:52:01        | 22    | +3:30      |
| Мужчины      | Томаш Свобода      | 19:28    | 0:49  | 57:39     | 0:24  | 35:48 | 1:54:08        | 33    | +5:37      |
| Мужчины      | Франтишек Кубинек  | 19:56    | 0:48  | 1:00:39   | 0:25  | 35:07 | 1:56:55        | 39    | +8:24      |

Женщины
| Соревнование | Спортсмены     | Плавание | Смена | Велоспорт | Смена | Бег   | Итоговое время | Место | Отставание |
| ------------ | -------------- | -------- | ----- | --------- | ----- | ----- | -------------- | ----- | ---------- |
| Женщины      | Петра Курикова | 20:44    | 0:48  | 1:06:26   | 0:27  | 38:30 | 2:06:55        | 21    | +6:27      |
| Женщины      | Йитка Симакова | 22:02    | 0:52  | 1:08:13   | 0:31  | 38:43 | 2:10:21        | 30    | +9:53      |